# Отолиці
Отолиці (пол. Otolice) — село в Польщі, у гміні Лович Ловицького повіту Лодзинського воєводства.
Населення — 239 осіб (2011).

## Демографія
Демографічна структура станом на 31 березня 2011 року:
|          | Загалом | Допрацездатний вік | Працездатний вік | Постпрацездатний вік |
| -------- | ------- | ------------------ | ---------------- | -------------------- |
| Чоловіки | 112     | 26                 | 75               | 11                   |
| Жінки    | 127     | 27                 | 73               | 27                   |
| Разом    | 239     | 53                 | 148              | 38                   |